# Vibrations (film)
Pour les articles homonymes, voir Vibration (homonymie).
Pour plus de détails, voir Fiche technique et Distribution.
Vibrations est un film américain réalisé par Michael Paseornek, sorti en 1996.

## Fiche technique
- Titre original : Vibrations
- Réalisation : Michael Paseornek
- Scénario : Michael Paseornek
- Direction artistique : Catie De Haan
- Décors : Phyllis Cedar
- Costumes : Taylor Kincaid Cheek
- Photographie : Michael Slovis (en)
- Montage : Pamela Scott Arnold
- Musique : Bob Christianson
- Production : John Dunning, Dan Lieberstein
  - Production déléguée : André Link
  - Production associée : Tami Lynn
- Société(s) de production : Tanglewood Films
- Société(s) de distribution : Dimension Home Video
- Pays d'origine : États-Unis
- Année : 1996
- Langue originale : anglais
- Format : couleur – 35 mm – 2,35:1 – Dolby Digital
- Genre : drame, musical
- Durée : 104 minutes
- Dates de sortie : 
  -  États-Unis : 2 juillet 1996

## Distribution
- James Marshall (V.Q. : Daniel Picard) : T.J.
- Christina Applegate (V.Q. : Aline Pinsonneault) : Anamika
- Faye Grant (V.Q. : Anne Bédard) : Zina
- Paige Turco (V.Q. : Rafaëlle Leiris) : Lisa
- Scott Cohen (V.Q. : Marc Labrèche) : Simeon
- Bruce Altman (V.Q. : Luis de Cespedes) : Barry
- David Burke (V.Q. : Daniel Lesourd) : Geek
- Steven Keats : Lieutenant Cray
- Virginia Sandifur : Therapist
- Shane Butterworth : Dano
- Dennis Ostermaier : Zeke
- Robert Sedgwick : Bugger
- Robert Bogue : Gabe
- Jon Patrick Walker : Bing
- Damon Saleem : Cannon
- Colleen Gruber

Source et légende : Version québécoise (V.Q.) sur Doublage Québec.